# ランボルギーニ・イスレロ
イスレロ（Islero ）はランボルギーニにより1968年から1970年まで生産された、V12エンジンを持つ2+2シートのグランツーリスモである。イスレロという名前は、「Manolete」として知られた有名な闘牛士マヌエル・ロドリゲスを1947年8月28日に殺した牛にちなむ。ちなみにこのイスレロを飼育していた牧場が「ミウラ」である。

## 概要
400GT2+2を発展させ、1968年のジュネーブショーで発表された。エンジンはDOHCのV12で、排気量3,929cc、320PS/6,500rpm。1969年には350PS/7,700rpmのエンジン強化版イスレロSが登場している。
スタイリングは、フェルッチオ・ランボルギーニ自身が行った。事業をたたみつつあった「カロッツェリア・トゥーリング」のデザイナー、マリオ・マラッツィの協力も得て、ボディの製作はマリオ・マラッツィの父が創業した「マラッツィ (Carrozzeria Marazzi) 」という小さなカロッツェリアに委ねられた。
生産台数は225台。